# Transition (romanzo)
Transition  è un romanzo di fantascienza di Iain M. Banks, pubblicato nel 2009. L'edizione americana riporta come nome dell'autore "Iain M. Banks", il nome che Iain Banks usa per i suoi libri di fantascienza.
È inedito in italiano.

## Trama
Ambientato nel periodo tra la caduta del muro di Berlino e la distruzione delle Torri gemelle, Transition è incentrato sull'attività di un'organizzazione ombra denominata 'The Concern' (conosciuta anche come 'L'Expédience'), e sull'influenza che l'attività di questa organizzazione produce sulla vita dei molteplici narratori del romanzo. Banks si serve dell'interpretazione a molti mondi della meccanica quantistica per immaginare "infinite" realtà parallele, tra le quali gli agenti del Concern - noti come Transizionari - possono "transitare", intervenendo nel corso degli eventi per produrre ciò che il Concern vede come risultati positivi per quel mondo. La transizione è possibile solo per un ristretto gruppo di persone predisposte per tali movimenti, che possono transitare solo dopo aver ingerito una misteriosa sostanza chiamata 'septus'. Quando uno dei transizionari effettua la transizione in un altro mondo, lui o lei prende temporaneamente il controllo del corpo di un abitante di quel mondo, insieme con alcune delle idiosincrasie residue di tale corpo (ad esempio disturbi della personalità e preferenze sessuali).